# Vita da principesse
Vita da principesse (B*A*P*S) è un film del 1997 diretto da Robert Townsend con Halle Berry.